# Storm King Wall
Storm King Wall est une œuvre de l'artiste britannique Andy Goldsworthy, réalisée pour le Storm King Art Center aux États-Unis entre 1997 et 1998.

## Caractéristiques
L'œuvre est un mur de pierre sèches de 694 m de long et 81 cm de large, haut au maximum de 152 cm. Le mur serpente dans les bois, s'incurvant pour éviter les arbres et finit sa course en s'enfonçant dans un étang. Il émerge de l'autre côté de celui-ci et continue ensuite pour rejoindre l'extrémité orientale du site. Le mur est interrompu à plusieurs reprises afin de permettre la circulation des visiteurs.
Le mur est constitué de 1 579 t de pierres provenant des environs du site où il est bâti, taillées et assemblées sans mortier.

## Histoire
Storm King Wall est une commande du Storm King Art Center, un musée en plein-air de Cornwall dans l'État de New York aux États-Unis ; le site s'étend sur un parc boisé et vallonné de 200 ha et comporte de nombreuses sculptures et œuvres contemporaines. Storm King Wall, réalisé in situ entre 1997 et 1998, est la première œuvre permanente d'Andy Goldsworthy aux États-Unis.
Pour la réalisation d'une partie l'œuvre, Goldsworthy réutilise les pierres d'un ancien mur de ferme en ruines ; Storm King Wall suit d'ailleurs en partie le tracé de ce mur original. À la création, Goldsworthy envisage un mur serpentant sur 230 m à travers les arbres, mais il étend l'œuvre jusqu'à la rive de l'étang tout proche, avant finalement de le faire émerger sur l'autre rive jusqu'à l'extrémité du domaine. Conçue et supervisée par Goldsworthy, l'œuvre est édifiée grâce à une équipe de spécialistes britanniques en murs de pierres sèches.
En 2010, Andy Goldsworthy réalise un autre mur, plus petit, pour le Storm King Art Center, intitulé Five Men, Seventeen Days, Fifteen Boulders, One Wall, dont le nom fait en partie référence au nombre d'hommes et de jours qui ont été nécessaire pour réaliser Storm King Wall.